# Pleuropogon oregonus
Pleuropogon oregonus är en gräsart som beskrevs av Mary Agnes Chase. Pleuropogon oregonus ingår i släktet nickgrässläktet, och familjen gräs. Inga underarter finns listade i Catalogue of Life.